# Clasificación para los Juegos Panamericanos de 2011 - Hockey sobre césped
El torneo clasificatorio de hockey sobre césped para Guadalajara 2011 fue un evento de hockey que se disputó entre dos equipos. Este torneo tuvo dos eventos: uno masculino y otro femenino, donde el ganador de cada evento clasificó a la cita panamericana.

## Clasificación masculina
La serie fue entre  Brasil y  Cuba. Los encuentros se disputaron en Río de Janeiro en el complejo de hockey Deodoro.
Esta serie fue necesaria porque Cuba decidió saltarse los Juegos Centroamericanos y del Caribe 2010 y apostar por la clasificación en esta serie. Brasil hubiese clasificado por la Copa Panamericana 2009, ya que fue el equipo mejor clasificado de los que no se habían clasificado.
| Fecha | Hora² | Partido¹ | Partido¹ | Resultado |
| ----- | ----- | -------- | -------- | --------- |
| 03.02 | 12:00 | Brasil   | Cuba     | 1-7       |
| 05.02 | 12:00 | Brasil   | Cuba     | 1-8       |
| 06.02 | 12:00 | Brasil   | Cuba     | 1-9       |

Cuba clasifica a los Juegos Panamericanos.

## Clasificación femenina
La serie fue entre  Jamaica y  Cuba. Los encuentros se disputaron en Kingston en el estadio Mona Hockey Field.
Esta serie fue necesaria porque Cuba decidió saltarse los Juegos Centroamericanos y del Caribe 2010 y apostar por la clasificación en esta serie. Jamaica hubiese clasificado por la Copa Panamericana 2009, ya que fue el equipo mejor clasificado de los que no se habían clasificado.
| Fecha | Hora² | Partido¹ | Partido¹ | Resultado |
| ----- | ----- | -------- | -------- | --------- |
| 28.10 | 16:00 | Jamaica  | Cuba     | 0-3       |
| 30.10 | 16:00 | Jamaica  | Cuba     | 1-2       |
| 31.10 | 16:00 | Jamaica  | Cuba     | 0-5       |

Cuba clasifica a los Juegos Panamericanos